# Jacopo Bellini
Jacopo Bellini (1400 körül – 1470 körül) itáliai festő, Gentile és Giovanni Bellini apja. Őt tekinthetjük a középkorból a reneszánszba való átmenet igazi mesterének. Ő még a gótika művésze, de a hagyományos témákat olyan bensőséges, lírai hangvétellel töltötte meg, hogy az már az új kor szellemét vetíti előre.

## Életpályája
Valószínűleg az akkoriban Velencében tartózkodó Gentile da Fabriano tanítványa volt.

## Képgaléria

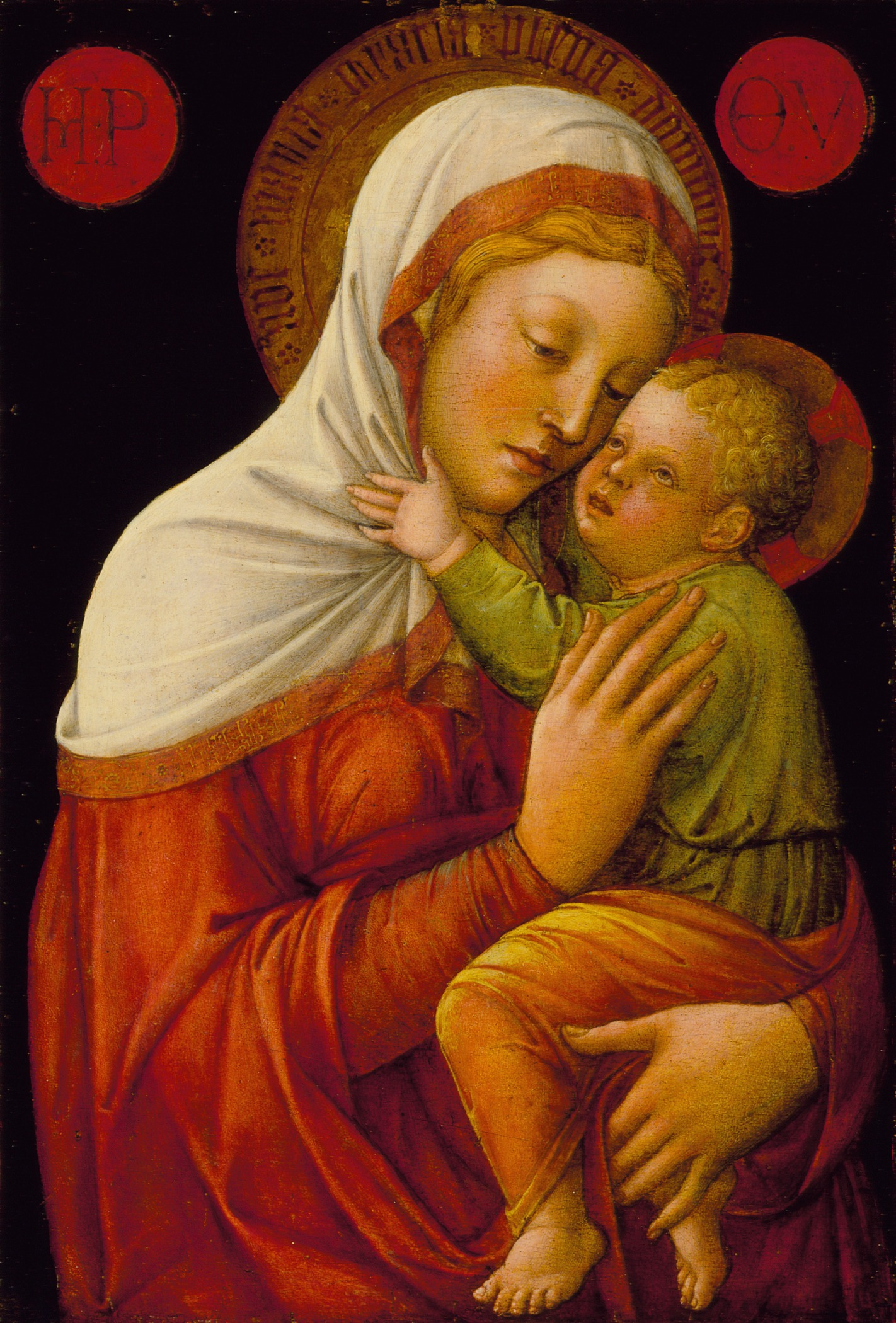
Madonna gyerekkel
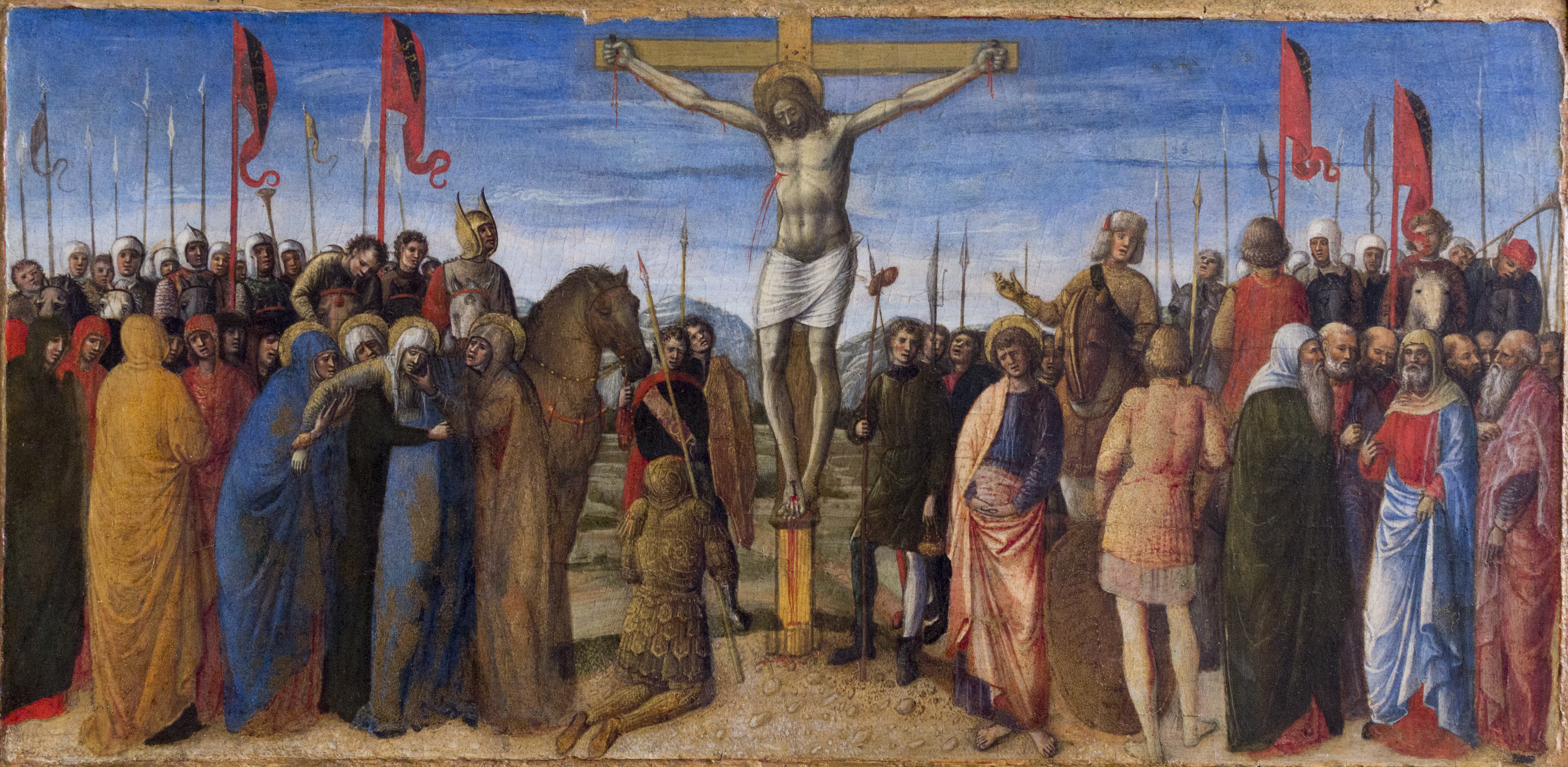
Keresztrefeszítés